# Atherigona ustipennis
Atherigona ustipennis är en tvåvingeart som beskrevs av Malloch 1932. Atherigona ustipennis ingår i släktet Atherigona och familjen husflugor. Inga underarter finns listade i Catalogue of Life.